# Stigmella irregularis
Stigmella irregularis là một loài bướm đêm thuộc họ Nepticulidae. Loài này có ở Crete, Hy Lạp, Ý và Ukraina.